# Yericho Christiantoko
Yericho Christiantoko (sinh ngày 14 tháng 1 năm 1992 ở Malang, East Java, Indonesia) là một cầu thủ bóng đá người Indonesia hiện tại thi đấu cho Arema Cronus ở Indonesia Super League.